# Salem (villa)
Salem es una villa ubicada en el condado de Washington en el estado estadounidense de Nueva York. En el año 2000 tenía una población de 964 habitantes y una densidad poblacional de 127 personas por km².

## Historia
El asentamiento se hizo en 1762.

## Geografía
Salem se encuentra ubicada en las coordenadas 43°10′23″N 73°19′2″O / 43.17306, -73.31722.

## Demografía
Según la Oficina del Censo en 2000 los ingresos medios por hogar en la localidad eran de $37,357, y los ingresos medios por familia eran $44,375. Los hombres tenían unos ingresos medios de $31,625 frente a los $23,500 para las mujeres. La renta per cápita para la localidad era de $19,233. Alrededor del 4.2% de la población estaban por debajo del umbral de pobreza.